# 영흥군로
영흥군로(永興軍路)는 송나라가 설치했던 로 가운데 하나로 지금의 섬서성 일대를 통치했다. 동쪽으로는 하동로와 경서북로, 서쪽으로는 진봉로, 남쪽으로는 경서남로와 이주로, 북쪽으로는 서하와의 경계를 형성하고 있었다. 서하와의 국경 지대로서 서하와의 국경 분쟁이 치열하게 발생했다.

## 연혁
1041년(경력 원년)에 섬서성과 감숙성 일대를 통치했던 섬서로(陝西路)를 진봉로, 경원로(涇原路), 환경로(環慶路), 부연로(鄜延路)의 4개 로로 분열시켰는데, 1072년(희녕 5년)에 희주(熙州), 하주(河州), 조주(洮州), 민주(岷州), 통원군(通遠軍)에다 1개 로를 두고 마보군도총관(馬步軍都總管)을 두고 경락안무사(經略安撫使)를 두었다. 또한 상기한 5개 주군에 구연로 등을 포함하여 옛 5개 로를 통하게 했다. 그리고 34개 주군에서 섬서성 일대에 있던 주군에 영흥군로와 같은 로를 두었다.

## 행정 구역
2부 15주 1군 83현을 통치했다.

### 경조부(京兆府)
군명은 경조군으로 영흥군절도가 있다. 차부(次府)였으나, 1107년(대관 원년)에 대도독부로 올렸다. 과거 영흥군로안무사가 있었다가 1120년(선화 2년)에 영흥군의 수신들의 요청으로 경조부로 칭하게 되었다. 숭녕 연간에는 234,699호, 537,288명이 살았다. 털로 만든 신발(靴氈), 밀랍, 돗자리(席), 산조씨속의 알맹이(酸棗仁), 구기자나무 뿌리껍질(地骨皮)를 공납으로 바쳤다. 1071년(희녕 4년)에 설치한 2개의 감옥과 1075년에 설치한 주동전(鑄銅錢)이 있었다. 13현을 두었다.
| 현명   | 한자   | 대략적 위치                    | 현급 | 비고                                                            |
| ------ | ------ | ------------------------------ | ---- | --------------------------------------------------------------- |
| 장안현 | 長安縣 | 시안시                         | 次赤 |                                                                 |
| 번천현 | 樊川縣 | 시안시                         | 次赤 | 1125년에 만년현에서 지금의 이름으로 고쳤다.                     |
| 호현   | 鄠縣   | 시안 시 후이구                 | 次畿 |                                                                 |
| 남전현 | 藍田縣 | 시안 시 란톈현                 | 次畿 |                                                                 |
| 함양현 | 咸陽縣 | 셴양 시 웨이청 구 이가보진일대 | 次畿 |                                                                 |
| 경양현 | 涇陽縣 | 셴양 시 징양현                 | 次畿 |                                                                 |
| 역양현 | 櫟陽縣 | 시안 시 옌량구 무둔진(武屯镇)  | 次畿 |                                                                 |
| 고양현 | 高陽縣 | 시안 시 가오링구?              | 次畿 |                                                                 |
| 흥평현 | 興平縣 | 셴양 시 싱핑 시                | 次畿 |                                                                 |
| 임동현 | 臨潼縣 | 시안 시 린퉁구                 | 次畿 | 대중상부 연간에 당나라 소응현(昭應縣)을 지금의 이름으로 고쳤다. |
| 예천현 | 醴泉縣 | 셴양 시 리취안현               | 次畿 |                                                                 |
| 무공현 | 武功縣 | 셴양 시 우궁현 무공진          | 次畿 | 1118년(정화 8년), 예천현과 함께 예주(醴州)로 넘어갔다.          |
| 건우현 | 乾祐縣 | 상뤄시 자수이현                | 次畿 |                                                                 |

### 하중부(河中府)
차부(次府)로 군명은 하동군이다. 호국군절도(護國軍節度)가 있었다. 해주(解州), 경성군병마순검사(慶成軍兵馬巡檢事)가 겸했다. 대중상부 연간에 영하(榮河)를 경성군(慶成軍)으로 칭했다. 숭녕 연간에는 79,964호, 227,030명이 살았다. 오미자, 공룡 화석(龍骨)을 공납으로 바쳤다. 7현을 두었다.
| 현명   | 한자   | 대략적 위치             | 현급 | 비고 |
| ------ | ------ | ----------------------- | ---- | --- |
| 하동현 | 河東縣 | 윈청시 융지시 서 포주진 | 次赤 | 1070년(북송 신종 희녕 3년) 하서현을 통폐합했고 1073년(북송 신종 희녕 6년) 영락현(永樂縣)을 진으로 격하해 편입했다. |
| 임진현 | 臨晉縣 | 윈청 시 린이현 임진진   | 次畿 | |
| 기씨현 | 猗氏縣 | 윈청 시 린이 현         | 次畿 | |
| 우향현 | 虞鄕縣 | 윈청 시 융지 시 우향진  | 次畿 | |
| 만천현 | 萬泉縣 | 윈청 시 완룽현 만천향   | 次畿 | |
| 용문현 | 龍門縣 | 윈청 시 허진시          | 次畿 | 1087년(원우 2년)에 2개의 주전감(鑄錢監)을 두었다.                                                                  |
| 영하현 | 榮河縣 | 윈청 시 완룽 현 영하진  | 次畿 | 경성군에 속했다가 1068년 경성군이 현으로 격하되자 본부에 내속되었다. 그리고 현의 치소에 경성군사를 두었다.         |

### 해주(解州)
중급주로 방어를 두었다. 숭녕 연간에는 32,356호, 113,321명이 살았다. 염화(鹽花)를 공납으로 바쳤다. 3현을 두었다.
| 현명   | 한자   | 대략적 위치         | 현급 |
| ------ | ------ | ------------------- | ---- |
| 해현   | 解縣   | 윈청 시 남 해주진   | 中   |
| 문희현 | 聞喜縣 | 윈청 시 원시현      | 望   |
| 안읍현 | 安邑縣 | 윈청 시 북 안읍가도 | 緊   |

### 섬주(陝州)
군명은 섬군(陝郡)으로 대도독부가 있었다. 태평흥국 초에 보평군(保平軍)으로 고쳤다가 옛 상주(商州)병마순검사가 괵주병마순검사를 겸했다. 숭녕 연간에는 47,806호, 135,701명이 살았다. 고(槹), 깁(絁), 하늘타리뿌리(括蔞根), 측백나무열매씨(柏子仁)를 공납으로 바쳤다. 7현을 두었다.
| 현명   | 한자   | 대략적 위치                                 | 현급 | 비고 |
| ------ | ------ | ------------------------------------------- | ---- | --- |
| 섬현   | 陝縣   | 싼먼샤 시                                   | 中   | 1073년에 협석현(硤石縣)을 석호진(石壕鎮)으로 격하해 본현에 내속시켰다.                                                                 |
| 평륙현 | 平陸縣 | 윈청 시 핑루현                              | 上   | |
| 하현   | 夏縣   | 윈청 시 샤현                                | 上   | |
| 영보현 | 靈寶縣 | 싼먼샤 시 링바오 시 황하변                  | 上   | 1072년에 호성현(湖城縣)을 통폐합했다.                                                                                                  |
| 예성현 | 芮城縣 | 윈청 시 루이청현                            | 中下 | |
| 호성현 | 湖城縣 | 싼먼샤 시 링바오 시 서북 황하변             | 中下 | 영보현에 통폐합되었다가 1078년(원풍 원년)에 복구되었다.                                                                                |
| 문향현 | 閿鄉縣 | 싼먼샤 시 링바오 시 서 섬서성과의 경계 지역 | 中下 | 978년(태평흥국 3년), 호성현과 함께 괵주에서 본주로 내속되었다. 1071년에 설치된 주동전(鑄銅錢)과 1076년에 설치된 주철전(鑄鐵錢)이 있다. |

### 상주(商州)
망급주로 군명은 상락군이며 군사를 두었다. 숭녕연간에는 73,129호 162,534명이 살았다. 사향, 탱자나무열매(枳殼實)를 공납으로 바쳤다. 5현을 두었다.
| 현명   | 한자   | 대략적 위치          | 현급 |
| ------ | ------ | -------------------- | ---- |
| 상락현 | 上洛縣 | 상뤄 시              | 中   |
| 상락현 | 商洛縣 | 상뤄 시 단펑현       | 中下 |
| 낙남현 | 洛南縣 | 상뤄 시 뤄난현       | 中下 |
| 풍양현 | 豊陽縣 | 상뤄 시 산양현       | 中   |
| 상진현 | 上津縣 | 스옌 시 윈시 현 서북 | 中下 |

### 괵주(虢州)
웅급주로 군명은 괵군(虢郡)이고 군사를 두었다. 숭녕연간에는 22,490호 47,563명이 살았다. 사향, 벼루, 구기자나무 뿌리껍질을 공납으로 바쳤다. 4현을 두었다.
| 현명   | 한자   | 대략적 위치                     | 현급            | 비고 |
| ------ | ------ | ------------------------------- | --------------- | --- |
| 노씨현 | 盧氏縣 | 싼먼샤 시 루스 현               | 中              | 1069년, 하남부 이양현(伊陽縣) 난천야진(欒川冶鎭)을 본현에 내속시켰다. |
| 괵략현 | 虢略縣 | 싼먼샤 시 링뱌오 시             | 中              | 건륭초에 당나라 홍농현을 상농현(常農縣)으로 개명했다. 997년(지도 3년)에 지금의 이름으로 고쳤다. 1071년, 옥성현(玉城縣, 싼먼샤 시 링뱌오 시 동남)을 진으로 격하시켜 본현에 내속시켰다. |
| 주양현 | 朱陽縣 | 싼먼샤 시 링뱌오 시 서남 주양진 | 中              | 968년(건덕 6년)에 상농현을 통폐합했다가 982년(태평흥국 7년)에 복구했다. |
| 난천현 | 欒川縣 | 뤄양 시 롼촨 현                 | 뤄양 시 롼촨 현 | 1087년에 난천야진이었다가 1104년(숭녕 3년)에 현으로 격상되었다. |

### 동주(同州)
풍익군참조

### 화주(華州)
망급주로 군명은 화음군(華陰郡)이다. 송나라 건국초에 진국군절도(鎮國軍節度)가 파견되었다. 1053년(황우 5년)에 절도의 이름을 진동군(鎮潼軍)으로 바꿨다. 숭녕연간에는 94,750호 269,380명이 살았다. 복령, 세신(細辛), 복신(茯神)을 공납으로 바쳤다. 5현을 두었다. 1071년과 1075년에 설치된 주동전감(鑄銅錢監) 2개가 있다.
| 현명   | 한자   | 대략적 위치       | 현급 | 비고 |
| ------ | ------ | ----------------- | ---- | --- |
| 정현   | 鄭縣   | 웨이난 시 화 현   | 上   | |
| 하규현 | 下邽縣 | 웨이난 시 북      | 望   | |
| 포성현 | 蒲城縣 | 웨이난 시 푸청 현 | 望   | 971년에 봉선현(奉先縣)에서 지금의 이름으로 바꿨다. 건륭연간에 경조부 동주에 두었다가 1020년(천희 4년)에 본주로 내속되었다. |
| 화음현 | 華陰縣 | 웨이난 시 화인시  | 緊   | |
| 위남현 | 渭南縣 | 웨이난 시         | 上   | 1073년에 진으로 격하되 정현에 통폐합되었다가 1086년에 현으로 복구되었다. 과거 경조부에 소속되었다.                         |

### 요주(耀州)
긴급주로 군명은 화원군(華原郡)이다. 972년에 감의군절도(感義軍節度)를 두었다. 태평흥국초에 군명을 감덕군(感德軍)으로 바꿨다. 숭녕연간에는 102,667호 347,535명이 살았다. 자기(瓷器)를 공납으로 바쳤다. 6현을 두었다.
| 현명   | 한자   | 대략적 위치            | 현급 |
| ------ | ------ | ---------------------- | ---- |
| 화원현 | 華原縣 | 퉁촨시 야오저우구      | 上   |
| 부평현 | 富平縣 | 웨이난 시 푸핑 현      | 望   |
| 삼원현 | 三原縣 | 셴양 시 싼위안현       | 望   |
| 운양현 | 雲陽縣 | 셴양 시 싼위안 현 서북 | 上   |
| 동관현 | 同官縣 | 퉁촨 시 인타이구 서북  | 上   |
| 미원현 | 美原縣 | 웨이난 시 푸핑 현 동   | 中   |

### 청평군(淸平軍)
1107년 진봉로 봉상부 려질현(盭厔縣) 청평진에서 군으로 승격되었고 종남현(終南縣)이 복구되었다. 그리고 경조부로 이관되었다. 1현을 두었다. 청평군사가 종화현의 민정을 겸했다.
| 현명   | 한자   | 대략적 위치                     |
| ------ | ------ | ------------------------------- |
| 종남현 | 終南縣 | 시안 시 저우즈현 종남진(終南鎭) |

### 연안부(延安府)
연안군 (수) 참고

### 부주(鄜州)
상급주로 군명은 낙교군(洛交郡)이고 보대군절도(保大軍節度)가 있었다. 숭녕연간에는 35,401호 92,415명이 살았다. 사향을 바쳤다가 지금은 밀랍으로 만든 초를 바치고 있다. 1현을 두었다.
| 현명   | 한자   | 대략적 위치     | 현급 | 비고 |
| ------ | ------ | --------------- | ---- | --- |
| 의천현 | 宜川縣 | 옌안 시 이촨 현 | 上   | 태평흥국연간에 북위에서 설치한 의천현(義川縣)을 지금의 이름으로 고쳤다. 그리고 부주를 폐하면서 함녕현(咸寧縣)을 통폐합시켰고, 1070년 분천현(汾川縣)을 통폐합, 1074년에는 운암현(雲岩縣)을 진으로 격하해 본현에 내속시켰다. 1075년에는 동주 한성현의 신봉향(新封鄕)을 본현에 내속시켰다. |

### 방주(坊州)
방주 (중국) 참고

### 보안군(保安軍)
즈단현에 설치되었던 군으로 하급주와 급이 같다. 숭녕연간에는 2,042호 6,931명이 살았다. 모단(毛段)과 종용(蓯蓉)을 공납으로 바쳤다. 2개의 채를 두었다.
| 주요지명 | 한자   | 대략적 위치                | 비고 |
| -------- | ------ | -------------------------- | --- |
| 덕정채   | 德靖砦 | 옌안 시 즈단 현 단팔진일대 | 동으로 보안군까지 80리, 서로 경주 여원보(荔原堡)까지 60리, 남으로 경주 평융진까지 50리, 북으로 금탕성까지 60리이다.                                                           |
| 순녕채   | 順寧砦 | 옌안 시 즈단 현 순녕진     | 동으로 평융채(平戎砦)까지 70리, 서로 금탕성(金湯城)까지 90리, 남으로 보안군까지 40리, 북으로 만전채까지 40리이다.                                                             |
| 원림보   | 園林堡 | 옌안 시 즈단 현 행하진 동  | 동으로 안새보까지 70리, 서로 보안군까지 40리, 남으로 초안역(招安驛)까지 7리, 북으로 평융보까지 51리이다.                                                                      |
| 금탕성   | 金湯城 | 옌안 시 즈단 현 금정진일대 | 1099년에 금탕채에서 축성되었으며 덕정채의 서남쪽에 있다. 동으로 순녕채까지 90리, 서로 경주 백표성(白豹城)까지 40리, 남(서남)으로 덕정채까지 60리, 북으로 통경성까지 60리이다. |
| 위덕군   | 威德軍 |                            | 보안군북쪽에 있다. 이지역과의 경계지역위에 장저하(藏底河)라고 불리는 강이 돌아 흐른다. 서하가 이곳근처에 성을 쌓았으며 요해필쟁(要害必爭)의 땅이었다.                         |

### 수덕군(綏德軍)
위린 시 쑤이더현에 설치된 군이다. 1069년 당말에 버려졌던 옛 수주성(綏州, 송대 수덕군 치소에서 동북쪽 30리에 있다.)에 성을 세우고 연주에 소속시켰다. 1084년 연주의 미지채(米脂)、의합채(義合)、부도채(浮圖)、회령채(懷甯)、순안채(順安)、수평채(綏平)를 수덕성에 내속시켰다. 1099년 군으로 이름을 바꾸고 개광채(開光), 극융채(克戎), 임하채(臨夏), 청간성채(靑澗城), 영녕관채(永寗關), 백화채(白華), 난천채(暖泉)를 추가로 본군에 내속시켰다.
| 채명   | 한자   | 비고 |
| ------ | ------ | --- |
| 난천채 | 暖泉砦 | 1099년 축성되었다. 동으로 하동로 오룡채까지 20리, 서로 미지채까지 45리, 남으로 의합채까지 80리, 북으로 청변채까지 70리이다. |
| 미지채 | 米脂砦 | 1081년 서하채를 복구하면서 미지성이란 이름을 받았고 이게 훗날 미지채라는 이름으로 굳어졌다. 연주 연천현에 소속되어있다가 1084년 수덕군에 편입되었다. 1089년 서하의 귀순자들을 이곳에 거주시켰다. 1098년 옛이름이 붙었다. 동으로 난천채까지 45리, 서로 극융성가지 60리, 남으로 개광보가지 30리, 북으로 사무성(嗣武城)까지 20리였다. |
| 개광보 | 開光堡 | 1097년(소성 4년)축성되어 1098년 이름이 붙었다. 1099년, 연안부로 이관되었다. 동으로 난천채까지 60리, 서로 극융채가지 50리, 남으로 수적군가지 30리, 북으로 미지채까지 30리이다. |
| 의합채 | 義合砦 | 1081년 수복한 하인채(夏人砦)를 지금의 이름으로 바꾸고 연주 연천현(延川縣)에 소속시켰다. 1084년 수덕성으로 소속을 이관시켰다. 동으로 진령군까지 60리, 서로 소덕군까지 40리, 남으로 순안역까지 60리, 북으로 난천채(暖泉砦)까지 80리이다.                                                                                             |
| 회령채 | 懷寧砦 | 연주 연천현에 소속되었다. 동으로 수덕군까지 40리, 서로 수평채까지 40리, 남으로 청간성채까지 70리, 북으로 극융채까지 60리이다. |
| 극융채 | 克戎砦 | 1081년 서하의 세부도채(細浮圖砦)를 차지해 연주 연천현에 소속시켰다. 1084년 수덕성에 내속시켰다. 1089년 서하에게 할양했다가 1097년 재수복하여 지금의 이름을 붙였다. 동으로 수덕군까지 60리, 서로 임하채까지 30리, 남으로 회령채까지 60리, 북으로 진변채까지 65리이다.                                                               |
| 임하채 | 臨夏砦 | 1098년 나암곡령(囉岩穀嶺)에 축성되었다. 동으로 극융채까지 30리, 서로 위융성까지 40리, 남으로 수평채까지 60리, 북으로 국경까지 82리이다. |
| 수평채 | 綏平砦 | 1099년 연주 연천현에서 본군으로 내속되었다. 동으로 회령채까지 40리, 남으로 흑수보까지 40리, 서로 단두역까지 40리, 북으로 임하채까지 60리이다. |
| 청간성 | 靑澗城 | 연주의 옛 성이다. 동으로 영녕현까지 70리, 서로 내평채까지 70리, 남으로 연천현까지 40리, 북으로 회령군까지 70리이다. |
| 청녕관 | 靑寗關 | 연주 연천현에 소속된 옛 관이다. |
| 백초채 | 白草砦 | 연주 연천현의 옛 채로 1099년 폐지되었다가 후에 복구되었다. |
| 순안채 | 順安砦 | 연주 연천현의 옛 채로 1099년 폐지되었다가 후에 복구되었다. |
| 사무채 | 嗣武砦 | 1081년 나올성(囉兀城)을 폐지했다가 1104년에 수복해 지금의 이름을 붙였다. 동으로 청변채까지 20리, 서로 진변채까지 20리, 남으로 미지채까지 30리, 북으로 용천채까지 20리이다. |
| 용천채 | 龍泉砦 | 1120년 통천채로 바꿨다가 얼마뒤에 원래이름으로 바꿨다. 동으로 청변채까지 20리, 서로 진변채까지 40리, 남으로 사무채까지 20리, 북으로 중산보까지 8리이다. |
| 청변채 | 淸邊砦 | 동으로 황하까지 50리, 서로 용천채까지 20리, 남으로 난천채까지 70리, 북으로 국경까지 13리이다. |
| 진변채 | 鎭邊砦 | 동으로 용천채까지 40리, 서로 대충갱(大蟲坑)까지 25리 남으로 극융채까지 65리, 북으로 국경까지 25리이다. |
| 용안채 | 龍安砦 | 연안부 부시현에 소속되었다가 본군에 내속되었지만 정확한 연도는 알 수 없다. 동으로 안정보까지 80리, 서로 초안역까지 40리, 남으로 금명역까지 35리, 북으로 어안보까지 40리이다. |
| 해말보 | 海末堡 | 백림(柏林)까지 60리이다. |

### 영주(寗州)
망급주로 군명은 팽원군(彭原郡)이다. 군사를 두었다가 1119년 흥령군(興寧軍)절도가 파견되었다. 숭녕연간에는 37,558호 122,041명이 살았다. 엄려(庵閭), 형개(荊芥), 벼루, 돗자리를 공납으로 바쳤다.
| 현명   | 한자   | 대략적 위치          | 현급 |
| ------ | ------ | -------------------- | ---- |
| 정안현 | 定安縣 | 칭양 시 닝 현        | 緊   |
| 양락현 | 襄樂縣 | 칭양 시 정닝 현 서남 | 上   |
| 진녕현 | 眞寧縣 | 칭양 시 정닝 현 서남 | 下   |

### 은주(銀州)
군명은 은천군(銀川郡)이다. 유림현 무녕현, 직향현, 개광현의 4현을 통치했으나 오대에 서하가 정복하여 옛 은주에 흥경부(興慶府)를 두었다. 1070년 수복했으나 방위의 어려움으로 버려졌다. 1081년 재수복했고 1082년 영락소천(永樂小川)근처 은주 옛 치소 25리떨어진 곳에 새로운 은주성을 쌓았다. 은주 대천에 근거하여 은천채(銀川砦)라는 이름을 붙였으나 서하에게 복속되었다. 1105년 수복하여 은주로 칭했다가 1106년 은천성으로 고쳤다.

### 경양부(慶陽府)
중급부로 군명은 안화군(安化郡) 경양군절도가 있었다. 960년, 경주(慶州)에 단련사를 파견했고 963년에는 군사를 파견했다. 1117년 절도주가 되었고 경양군으로 이름을 고쳤다. 1125년에 경주가 경양부로 승격되었다. 과거 환경로경락안무사(環慶路經略安撫使)의 치소가 있었다. 이 환경로경락안무사는 경주, 환주, 분주, 영주, 건주, 범주의 5주를 통치했다. 이중 건주를 폐하고 그지역에 정변군을 설치하고 예주를 복구하여 3주 1군을 통치하게 했다. 숭녕연간에는 27,853호 96,433명이 살았다. 자용백화전(紫茸白花氈)과 사향, 밀랍을 공납으로 바쳤다. 3현을 두었다.
| 현명   | 한자   | 대략적 위치                 | 현급                               | 비고 |
| ------ | ------ | --------------------------- | ---------------------------------- | --- |
| 안화현 | 安化縣 | 칭양 시 칭청 현             | 中                                 | 대순일성(大順一城), 부성채(府城砦, 칭양 시 칭청 현 마령진 동남), 동곡채(東穀砦), 유원채(柔遠砦, 칭양 시 화츠 현), 인순채(人順砦)가 있다. 1081년 부성채, 금촌보(金村堡), 평융진을 폐지했다. 1082년 강사채(礓詐砦)를 수복한 뒤 안강채(安疆砦)로 개명했다. 1086년 평융진을 복구했다. |
| 합수현 | 合水縣 | 칭양 시 허수이 현 노성진    | 望                                 | 1071년 설치되었고 화지진과 낙반현을 진으로 격하해 편입시켰다. 1075년 화지진을 화지채로 바꿨다. 동화지채, 서화지채, 여원보(荔原堡)가 있다. |
| 팽원현 | 彭原縣 | 칭양 시                     | 1070년 영주에서 본주로 내속되었다. | 1070년 영주에서 본주로 내속되었다. |
| 안강채 | 安疆砦 | 칭양 시 화츠 현 연자구일대  | 칭양 시 화츠 현 연자구일대         | 1082년 강사채를 수복한 뒤 안강채로 개명했다. 1097년 과거이름으로 복구했다. 동으로 보안군 덕정채까지 90리, 서로 동곡채까지 60리, 남으로 대순성까지 40리, 북으로 백표성까지 40리이며 정변군에 속했다.                                                                               |
| 횡산채 | 橫山砦 | 옌안 시 우치 현 묘구향 서남 | 옌안 시 우치 현 묘구향 서남        | 1098년 서찰력이(西攃栎移)라는 땅에 축성되었다. 동으로 동곡채 경계의 찰력이까지 45리, 서로 영강채까지 70리, 남으로 통새보까지 30리, 북으로 정변군까지 30리이다. |
| 통새보 | 通塞堡 | 칭양 시 화츠 현 장남만일대  | 칭양 시 화츠 현 장남만일대         | 1098년 축성되었다. 동으로 동곡채까지 20리, 서로 서곡구채까지 20리, 남으로 회안진까지 40리, 북으로 횡산채까지 30리이다. |
| 정변성 | 定邊城 | 옌안 시 우치 현 철변성진    | 옌안 시 우치 현 철변성진           | 1099년 축성되었으며 이명은 정변군이다. |
| 백표성 | 白豹城 | 옌안 시 우치 현 백표진 서남 | 옌안 시 우치 현 백표진 서남        | 1099년 수복하여 옛이름으로 바꿨다. 동으로 안강채까지 40리, 서로 동곡채까지 20리, 남으로 유원채까지 50리, 북으로 승강보까지 50리이다. 정변군의 백표성과는 다르게 보인다(別見) |
| 수원채 | 綏遠砦 |                             |                                    | 1099년 낙타항(駱駝巷)에 축성되었다. 동으로 정변군까지 20리, 서로 영강채까지 60리, 남으로 횡산채까지 50리, 북으로 신당채까지 50리이다. |
| 영강채 | 寧羌砦 |                             |                                    | 1098년 맹문삼차(萌門三岔)에 축성되었다. 동으로 완원채(緩遠砦)까지 60리, 서로 안새채까지 50리, 남으로 서곡채까지 30리, 북으로 왕상원경계돈대까지 50리이다. |
| 진안성 | 鎭安城 |                             |                                    | 1116년축성되었다. 동으로 부연로 통경성까지 30리, 서로 구양보까지 20리, 남으로 위변채까지 30리, 북으로 서쪽 국경 창계(蒼雞)까지 20리이다. |
| 맥천보 | 麥川堡 |                             |                                    | 1116년 맥경령(麥經嶺)에서 축성되었다. 동으로 회위채까지 20리, 서로 긍융보까지 20리, 남으로 위변채까지 15리, 북으로 진안성까지 10리이다. |
| 위령보 | 威寧堡 |                             |                                    | 1116년 형가보(衡家堡)에서 지금의 이름으로 개명되었다. 동으로 구양보까지 15리, 서로 정변군까지 15리, 남으로 긍융보까지 10리, 북으로 칠포차이탑(七逋哆移塔)까지 5리이다. |
| 긍융보 | 矜戎堡 |                             |                                    | 동으로 회위보까지 40리, 서로 정변군까지 20리, 남으로 호박천(胡博川)까지 20리, 북으로 통조노문성채(通祖盧門城砦)까지 50리이다. |
| 부성채 | 府城砦 |                             |                                    | 1079년 폐지되었다가 지화연간의 특정해에 복구되었다. |
| 금촌보 | 金村堡 |                             |                                    | 1079년 폐지되었다가 지화연간의 특정해에 복구되었다. |
| 승강보 | 勝羌堡 |                             |                                    | 동으로 낙하천까지 20리, 서로 통새보까지 50리, 남으로 백표성까지 50리, 복으로 위변채까지 20리이다. |
| 정융보 | 定戎堡 |                             |                                    | 동으로 계조봉(啟祖峰)까지 20리, 서로 나정원(那丁原)까지 5리, 남으로 흥평성까지 20리, 북으로 청평관까지 10리였다. |
| 위변채 | 威邊砦 |                             |                                    | 동으로 낙하천까지 20리, 서로 횡산채까지 35리, 남으로 승강보까지 20리, 북으로 진안성까지 30리이다. |
| 회위보 | 懷威堡 |                             |                                    | 동으로 부연로 통경성까지 15리, 서로 긍유보 40리, 남으로 위령채까지 20리, 북으로 서쪽 경계 나경취(羅輕觜)까지 50리이다. |

### 환주(環州)
하급주로 군사가 파견되었다. 통원군으로 강등되었다가 994년 환주로 복구되었다. 숭녕연간에는 7,183호 15,532명을 거느렸다. 감초를 공납으로 바쳤고 1현을 두었다.
| 현명   | 한자   | 대략적 위치              | 현급                     | 비고 |
| ------ | ------ | ------------------------ | ------------------------ | --- |
| 통원현 | 通遠縣 | 칭양 시 환 현            | 上                       | 오륜채(烏侖砦), 숙원채(肅遠砦), 홍덕채(洪德砦), 영화채(永和砦), 평원채(平遠砦), 정변채(定邊砦), 단보채(團堡砦), 안새채(安塞砦)가 있다.                                               |
| 흥평성 | 興平城 | 칭양 시 환 현 점리촌일대 | 칭양 시 환 현 점리촌일대 | 1098년 회가취(灰家觜)에서 축성되었다. 동으로 하자아(賀子兒)까지 10리, 서로 유정보(流井堡)까지 40리, 남으로 홍덕채까지 20리, 북으로 청평관까지 30리이다.                              |
| 청평관 | 淸平關 | 칭양 시 환 현 산성향     | 칭양 시 환 현 산성향     | 1099년 자평(字平)땅에 축성되었다. 동으로 귀통채(鬼通砦)까지 25리, 서로 안변성까지 40리, 남으로 흥평성까지 30리, 북으로 함도구포(陷道口餔)까지 27리이다.                              |
| 안변성 | 安邊城 | 칭양 시 환 현 남추향 북  | 칭양 시 환 현 남추향 북  | 1106년 서정태(徐丁台)에서 축성되었다. 동으로 청평관까지 40리, 서로 절강화시적채(折薑和市賊砦)까지 80리, 남으로 폐지된 숙원채까지 100여리, 북으로 우권(牛圈)경계의 돈대까지 20리이다. |
| 나구보 | 羅溝堡 |                          |                          | |